# Anthony Collins (filósofo)
Anthony Collins (21 de junho de 1676 no calendário juliano – 13 de dezembro de 1729 no calendário juliano) foi um filósofo e ensaísta inglês, conhecido por ser um dos primeiros defensores do Deísmo na Grã-Bretanha.

## Vida e obras
Collins nasceu em Heston, perto de Hounslow, em Middlesex, Inglaterra, filho do advogado Henry Collins (1646/7–1705) e Mary (nascida Dineley). Ele tinha duas irmãs: Anne Collins (nascida em 1678), que se casou com Henry Lovibond (nascido em 1675), e Mary Collins (nascida em 1680), que se casou com Edward Lovibond (1675–1737), um comerciante e diretor da Companhia das Índias Orientais. O filho de Mary e Edward foi o poeta Edward Lovibond.
Collins estudou no Eton College e no King's College, Cambridge, e depois direito no Middle Temple. O episódio mais interessante de sua vida foi sua amizade com John Locke, que em suas cartas fala dele com afeto e admiração. Em 1715, ele se estabeleceu em Essex, onde exerceu os cargos de juiz de paz e vice-tenente, que já havia ocupado em Middlesex. Ele morreu em sua casa na Harley Street, em Londres.
Seus escritos reúnem os resultados de pensadores livres ingleses anteriores. A cortesia imperturbável de seu estilo contrasta com a violência de seus oponentes; e, apesar de sua heterodoxia, ele não era nem ateu nem agnóstico. Em suas próprias palavras, "A ignorância é a base do ateísmo, e o livre pensamento é a sua cura" (Discurso sobre o Livre Pensamento, p. 105).

## Ensaio sobre o Uso da Razão
Seu primeiro trabalho notável foi o Ensaio sobre o Uso da Razão em Proposições cuja Evidência depende do Testemunho Humano (1707), no qual ele rejeitou a distinção entre "acima da razão" e "contrário à razão" e exigiu que a revelação estivesse de acordo com as ideias naturais do homem sobre Deus. Como todos os seus trabalhos, foi publicado anonimamente, embora a identidade do autor nunca tenha permanecido oculta por muito tempo.

## Um Discurso sobre o Livre Pensamento
Seis anos depois, apareceu sua principal obra, Um Discurso sobre o Livre Pensamento, ocasionado pela Ascensão e Crescimento de uma Seita chamada Livre Pensadores (1713). Apesar da ambiguidade do título e do fato de atacar os sacerdotes de todas as igrejas sem moderação, ele defende, em grande parte, pelo menos explicitamente, apenas o que todo protestante deve admitir. O livre pensamento é um direito que não pode e não deve ser limitado, pois é o único meio de se alcançar o conhecimento da verdade, contribui essencialmente para o bem-estar da sociedade e não apenas é permitido, mas também ordenado pela Bíblia. Na verdade, a primeira introdução do cristianismo e o sucesso de todo empreendimento missionário envolvem o livre pensamento (em seu sentido etimológico) por parte dos convertidos.
Na Inglaterra, este ensaio, considerado e tratado como uma defesa do Deísmo, causou grande sensação, provocando várias respostas, entre outras de William Whiston, do bispo Hare, do bispo Benjamin Hoadly e de Richard Bentley, que, sob a assinatura de "Phileleutherus Lipsiensis", criticou duramente certos argumentos expressos descuidadamente por Collins, mas triunfou principalmente por um ataque a pontos triviais de erudição, sendo seu próprio panfleto longe de ser impecável nesse aspecto. Jonathan Swift, sendo satiricamente mencionado no livro, também o tornou objeto de uma caricatura.

## Discurso sobre os Fundamentos e Razões da Religião Cristã
Em 1724, Collins publicou o tratado Discurso sobre os Fundamentos e Razões da Religião Cristã, com um Apologia pelo Debate Livre e pela Liberdade de Escrita prefixado. Ostensivamente, ele foi escrito em oposição à tentativa de Whiston de mostrar que os livros do Antigo Testamento originalmente continham profecias sobre eventos da história do Novo Testamento, mas que estas haviam sido eliminadas ou corrompidas pelos judeus, e para provar que o cumprimento da profecia pelos eventos da vida de Cristo é tudo "secundário, secreto, alegórico e místico", já que a referência original e literal é sempre a algum outro fato. Além disso, segundo ele, o cumprimento da profecia é a única prova válida do cristianismo, e assim ele secretamente ataca o cristianismo como revelação. Ele também nega abertamente a canonicidade do Novo Testamento, com o argumento de que o cânon só poderia ser fixado por homens inspirados.
Não menos que trinta e cinco respostas foram dirigidas contra este livro; as mais notáveis foram as do bispo Edward Chandler, Arthur Sykes e Samuel Clarke. A estas, mas com especial referência ao trabalho de Chandler, que sustentava que várias profecias foram literalmente cumpridas por Cristo, Collins respondeu com seu Esquema da Profecia Literal Considerada (1727). Um apêndice argumenta contra Whiston que o livro de Daniel foi forjado na época de Antíoco Epifânio.

## Necessitarismo
Na filosofia, Collins ocupa um lugar de destaque como defensor do necessitarismo. Seu breve Inquérito sobre a Liberdade Humana (1717) não foi superado, pelo menos em suas linhas gerais, como uma declaração do ponto de vista determinista.
Ele foi atacado em um tratado elaborado por Samuel Clarke, em cujo sistema a liberdade da vontade é essencial para a religião e a moralidade. Durante a vida de Clarke, talvez temendo ser rotulado como inimigo da religião e da moralidade, Collins não respondeu, mas em 1729 publicou uma resposta, intitulada Liberdade e Necessidade.

## Outras obras
Além dessas obras, ele escreveu:
- Carta ao Sr. Dodwell, argumentando que a alma pode ser material e, em segundo lugar, que se a alma for imaterial, não se segue, como Clarke sustentava, que ela seja imortal.
- Vindicação dos Atributos Divinos (1710)
- Sacerdócio em Perfeição (1709), no qual ele afirma que a cláusula "a Igreja... Fé" no vigésimo dos Trinta e Nove Artigos foi inserida por fraude.

Collins tornou-se conhecido como um dos homens mais cultos da Inglaterra. Ele era um bibliófilo e colecionador de livros que reuniu uma das maiores bibliotecas privadas da época, composta por cerca de 6.906 livros sobre todos os assuntos, mas com especial preferência por obras sobre história, teologia e filosofia.
Foi argumentado (ver Jacobson, "The England Libertarian Heritage") que Collins foi o autor desconhecido de dez dos ensaios de "The Independent Whig".

## Casamentos e filhos
Collins casou-se primeiro com Martha Child (1677–1703), filha de Sir Francis Child, MP (1642–1713), e Elizabeth, née Wheeler (1652–1720). Eles tiveram dois filhos, ambos falecidos jovens, o mais velho na infância, o segundo foi Anthony Collins (c. 1701 – 1723); e duas filhas: Elizabeth Collins (nascida c. 1700), que, em 1738, casou-se com Walter Cary; e Martha Collins (c. 1700 – 1744), que, em 1741, casou-se com Robert Fairfax, 7º Lord Fairfax de Cameron (1706–1793). Seu segundo casamento foi com Elizabeth Wrottesley (nascida c. 1680), filha de Walter Wrottesley, 3º Barão Wrottesley (1659–1712) e Eleanora, née Archer (1661–1692).